# Омурбаев, Нур Санташевич
Омурбаев Нур Санташевич (род. 14 октября 1980 г. в городе Фрунзе, Киргизской ССР) — скрипач, дирижер, аранжировщик, лауреат городских, республиканских конкурсов, дипломант международных мастер-классов, выпускник Кыргызской Национальной консерватории и аспирантуры, Отличник культуры Кыргызской республики, лауреат премии «Жетиген», лауреат международной премии «Выбор года» в номинации «Общественное признание», Заслуженный деятель культуры Кыргызской Республики, (2021), обладатель почетной грамоты Международной организации по культуре и искусству тюркоязычных народов ТЮРКСОЙ (TÜRKSOY), Народный артист Узбекистана (2024). Почётный гражданин Иссык-Кульской области (2023). Имеет 28-летний стаж работы в Кыргызской Национальной филармонии им. Т.Сатылганова в качестве артиста оркестра, а с 2007 года основатель, художественный руководитель и дирижер филармонического камерного оркестра, которому c 2024 года Приказом Минкультуры КР официально присвоено название Эстрадно-симфонический оркестр Кыргызстана имени Чоро Кожомжарова.

## Биография
Родился 14 октября 1980 г. в городе Фрунзе Киргизской ССР в творческой семье.
В 1997 году окончил Республиканскую среднюю специальную музыкальную школу-интернат имени Мукаша Абдраева и поступил в Кыргызскую Национальную консерваторию имени Калыя Молдобасанова.
В 2001 году работал под руководством французского дирижера Кристофа Мангу в международном симфоническом «ИНТЕРОРКЕСТРЕ». Дирижером и Ректоратом Казахской государственной консерватории  имени Курмангазы, выражена благодарность на имя ректора Кыргызской Национальной консерватории - М.Бегалиева, за пунктуальность и профессиональные качества Нура Омурбаева.
В мае 2002 года стал лауреатом Президентской стипендии «Прелюдия» образовательной программы «Кадры XXI века» за успехи исполнительского мастерства.
В декабре 2003 года удостоен Президентской стипендией «Алтын шаты» образовательной программы «Кадры XXI века» за успехи исполнительского мастерства.
В 2003 г. окончил Кыргызскую Национальную консерваторию имени Калыя Молдобасанова по классу скрипки у К. У. Кангельдиевой.
В 2005 г. с отличием окончил аспирантуру Кыргызской Национальной консерватории.
В 2005 году работал в Западно-Казахстанском филармоническом оркестре по приглашению руководителя и дирижера, лауреата международных конкурсов Марата Саметовича Бисенгалиева.
Осенью 2005 года работал под руководством Карла Дженкинса (Karl Jenkins) в Лондоне (Великобритания).
В 2007 г.  является инициатором создания при филармонии камерного оркестра под названием Филармонический камерный оркестр Кыргызстана и вступает в должность художественного руководителя и дирижера этого оркестра. Позже, с 2022 года коллективу присвоено новое название – Эстрадно-симфонический оркестр филармонии Кыргызстана имени Чоро Кожомжарова. Основное направление – освоение лучшей современной классической музыки из кино, мультфильмов, аниме.
В 2009 году инициирует проект "Гайдн, Гендель, Мендельсон", посвященный трем композиторам-юбилярам, чьи жизнь и творчество так или иначе связаны с Германией. В первом концерте (апрель 2009) принимает участие дирижер из Америки Чарльз Ансбакер (Charles Ancbacher), а в завершающем (октябрь 2009) - виртуозный скрипач из Германии Владимир Астраханцев.
В декабре 2009 г. положено начало больших ежегодных рождественских концертов с дирижером из США Роджер Макмеррин (Roger McMurrin) и симфоническим хором из Киева.
В 2010 году окончил Кыргызский Национальный университет им. Жусупа Баласагына по специальности юриспруденция.
В 2010 г. впервые в Кыргызстане проведен проект Турецкой музыки, адаптированной для классического оркестра. Зрителей познакомили с народными турецкими инструментами канун, флейта-нэй, саз-баалама, нагара, зурна. А также в 2011 году Нуром Омурбаевым проведен концерт суфийской музыки с танцами дервишей Сема.
В 2011 г. Нур Омурбаев впервые в Кыргызстане и во всей Средней Азии выступает с инициативой проекта "Новое танго" ("Tango Nuevo"), приуроченного 90-летию великого аргентинского композитора-новатора Астора Пиаццоллы. Проведены два концерта с эксклюзивными программами с участием солистов на бандонеоне: весной 2011-го Лотара Хенцеля (Lothar Hensel), Германия, и осенью 2011-го г. Александра Митенева, Россия, - концерт "Астор Пиаццолла - новое Танго".
В октябре-ноябре 2011 г. стажировка по президентской образовательной программе в Государственной Санкт-Петербургской консерватории им. Н.Римского-Корсакова. Проведение концертов в мемориальных исторических залах Ленинградской области: Приоратский дворец (г. Гатчина), Усадьба В.В. Набокова - (село Рождествено).
В ноябре 2012 года совместный концерт с участием всемирно известного виртуозного скрипача, лауреата международных конкурсов Hugo Ticciati (Хьюго Тиччиати) (Швеция, Великобритания). Концертная программа примечательна включенной «Фолк-Сюитой», аранжированной Н.Омурбаевым, в которую вошли народные темы Шотландии, Ирландии, Швеции и Великобритании.
В декабре 2013 года в Кыргызстане беспрецедентная премьера ‒ исполняется оратория "Мессия" Г.-Ф.Генделя, в которой хор из 70 вокалистов из двух городов: Киева и Бишкека.
В 2013 году удостоен Почетной грамоты от Министерства культуры КР.
В 2014 году совместный концерт с голливудским пианистом и композитором Келвином Джонсом, на котором исполнено несколько успешных аранжировок Нура Омурбаева с солирующим фортепиано для камерного оркестра.
В 2014 году удостоен звания "Отличник культуры КР".
В 2014 году впервые в Кыргызстане Нуром Омурбаевым организован и проведен уникальный и дорогой проект с участием солистки на классической арфе Ёнджа Атар (Франция). Специальным рейсом классическая арфа была доставлена из Парижа в Бишкек для проведения проекта "Волшебная арфа".
В 2014 г. удостоен Почетной грамотой Международной организации по культуре и искусству тюркоязычных народов ТЮРКСОЙ (TÜRKSOY).
В мае 2014 года впервые в Кыргызстане симфоническим составом оркестра проведен проект "Нитка жемчуга" совместно с джазовым композитором, аранжировщиком из США Айаном Полстером.
В сентябре 2014 года концерт барочной музыки с участием виртуозного флейтиста из Швейцарии Янека Россе.
В 2014 (ноябрь) ‒ первый и единственный в Кыргызстане экспериментальный проект "Музыка песка". Новый жанр изобразительного искусства ‒ пескография в сочетании с живым исполнением оркестра.
В декабре 2014 года впервые в Кыргызстане проведены два грандиозных проекта: Оратория "Илия" Ф.Мендельсона с хором из Киева и Бишкека и 140-я Кантата И.С.Баха также с совместным хором из Киева и Бишкека.
В 2015 году окончил Кыргызскую Национальную консерваторию по специальности "Оперно-симфоническое дирижирование", таким образом, получив третий диплом о высшем образовании.
В 2015 году создал эстрадно-симфоническую концертную программу и провел в Национальной Кыргызской филармонии концерт-презентацию "Ретро-шлягеры XX века" (03 мая 2015 года) при поддержке Министерства культуры КР.
В январе 2016 году Нуром Омурбаевым впервые в Кыргызстане проведен аншлаговый концерт "Музыка песка". Следом проведен аншлаговый марафон из 12 концертов для детей культурно-образовательного и учебно-познавательного проекта «Детская филармония».
В апреле 2016 года специально приглашенный гость из Испании, виртуозный гитарист Гиллем Перез Куэр (Guillem Pérez-Quer).
В октябре 2016 года представлена новая эксклюзивная концертная программа "Лучшая музыка из лучших фильмов", продолженная далее ежегодными проектами.
В декабре 2016 года удостоен премии "Жетиген" ("Семь звезд") как дирижер лучшего оркестра года.
В марте 2017 совместный концерт с итальянским виртуозным скрипачем из Италии, лауреатом конкурса им. Н.Паганини, Джованни Анжеллери (Giovanni Angeleri).
В ноябре 2017 года аранжировка Нура Омурбаева "Celtic Joy" ("Кельтская радость") голливудского композитора Келвина Джонса (Calvin Jones) вошла в компакт диск "The Symphony Sessions" студии звукозаписи Paramaunt (США).
В феврале 2018 года выступление в штаб-квартире ШОС состоялся концерт из цикла музыкальных вечеров ШОС под названием «Девять волшебных нот», КНР г.Пекин.
По итогам 2018 года Нур Омубаев лауреат международной премии «Выбор года» в номинации «Общественное признание».
В марте 2019 года впервые в Кыргызстане и Средней Азии уникальный проект «Симфоническое кино».
В ноябре 2019 года концерт с солистами Театра "Ла Скала"  (Teatro La Scala) − баритон Джованни Гуальярдо, тенор Массимилиано Пизапиа (Massimiliano Pisapia) и сопрано Марина Начкебия (Marina Nachkebia).
В декабре 2019 года – совместный концерт с голливудским пианистом и композитором Келвином Джонсом (Calvin Jones).
По итогам 2019 года лауреат международной премии «Выбор года» в номинации «Общественное признание».
С января 2021 года – по настоящее время серия масштабных проектов «Лучшая музыка из лучших фильмов», «Лучшая музыка из лучших мультфильмов», «Лучшая музыка из лучших аниме».
31 августа 2021 года – за вклад в развитие культурного, интеллектуального и духовного потенциала республики, за многолетний плодотворный труд присвоение звания Заслуженный деятель культуры Кыргызской Республики.
В декабре 2021 года – проведение первого международного фестиваля художественной гимнастики "Наследие".
С января 2022 года коллектив носит новое название: Эстрадно-симфонический оркестр филармонии.
В сентябре 2022 года – проведение масштабного международного фестиваля FREEDOM VALLEY с партнером и основателем фестиваля Тимуром Дильдаевым, г.Бишкек, Кыргызстан.
27 января 2023 года – концерт по случаю визита в Кыргызстан президента Узбекистана Шафката Мирзиеева.
8 апреля 2023 года – гастроли в город Ташкент, Узбекистан – по случаю 30-летия дипломатических отношений.
18 – 25 апреля 2023 года – серия детских культурно-образовательных концертов «Вселенная Чингиза Айтматова» к 95-летнему юбилею писателя.
2 июня 2023 года – концерт по случаю визита президентов Казахстана, Узбекистана, Таджикистана, Туркменистана и Председателя европейского совета Шарля Мишеля.
7 июня 2023 года – концерт по случаю визита эмира Катара Тамим ибн Хамад Аль Тани.
22 июня 2023 года – концерт по случаю визита федерального президента Германии Франк-Вальтер Штайнмайера.
16 августа 2023 года – межправительственная конференция Кыргызской Республики и Республики Узбекистан.
6 сентября 2023 года – концерт по случаю визита первой леди Монголии Лувсандоржийн Болоцэцэг.
6 сентября 2023 года – выступление на концерте кыргызско-японской дружбы.
12 октября 2023 года – концерт по случаю официального визита президента Российской федерации.
13 октября 2023 года – концерт для глав государств содружества независимых государств.
25 октября 2023 года – концерт по случаю визита премьер-министра КНР Ли Цян.
26 октября 2023 года – официальный прием от имени председателя кабинета министров КР – руководители администрации президента Кыргызской республики А.У. Жапарова в честь глав правительств государств-членов ШОС.
2 ноября 2023 года – Концерт, посвященный Дню работника культуры.
10 ноября 2023 года – концерт по случаю 4-го заседания кыргызско-пакистанской межправительственной комиссии по торгово-экономическому и научно-техническому сотрудничеству.
18 – 23 ноября 2023 года – дипломанты фестиваля «Олтин кюз», камерных и симфонических оркестров в г. Ташкент.
Март 2024 года - коллективу официально присвоено новое название: Эстрадно-симфонический оркестр филармонии им. Чоро Кожомжарова
22 -26 апреля 2024 года – Два официальных концерта по случаю Дней культуры Кыргызской республики в Азербайджанской Республике, г. Баку.
15 мая 2024 года концерт по случаю официального визита премьер-министра Малайзии господина Анвар Ибрагима.  
02 июля 2024 года концерт посвященный официальному визиту Генерального секретаря ООН Антониу Гутерриша в Кыргызстан.
16 - 21 июля 2024 года ряд официальных концертов в городе Ташкент по случаю Дней культуры Кыргызской Республики в Узбекской Республике.
08 августа 2024 года официальный концерт, посвящённый 30 летию Управлению делами Президента КР.
17 - 21 октября 2024 года концерты в Российской федерации. Дни культуры Кыргызской Республики в Российской Федерации: Большой театр России. Концертный зал "Москва".
06 ноября 2024 Саммит Глав Государств Организации тюркских государств: официальный концерт для Глав Государств 7 стран.

## Вклад в развитие музыкальной культуры
За период работы с оркестром Н.Омурбаев ввел в исполнительскую культуру ранее не известные в Кыргызстане стили классика-модерн, неоклассицизм, полистилизм. Полностью обновляет репертуар, ориентируясь на новейшие стили исполнения, что является научно-исследовательским подходом к изучению и освоению классической современной музыки.
Ввел новый метод подготовки и репетиций большого и малого составов оркестра, что дает плодотворную профессиональную подготовку в кратчайшие сроки. Этот метод используется только в филармоническом оркестре и в оркестрах Центральной Европы.
Интегрировал европейские штрихи и акустику современного направления, интерпретировал техники оркестрового исполнения, что явилось новаторством и вкладом в исполнительскую музыкальную культуру Кыргызстана.
Написал более 80 оркестровых переложений и 260 аранжировок.
Осуществил крупные проекты с музыкантами зарубежных стран: Россия, Германия, Америка, Канада, Турция, Китай, Украина, Швеция, Великобритания, Франция, Швейцария, Испания, Италия, Азербайджан, Узбекистан, − тем самым расширил горизонты международного сотрудничества в сфере культуры.

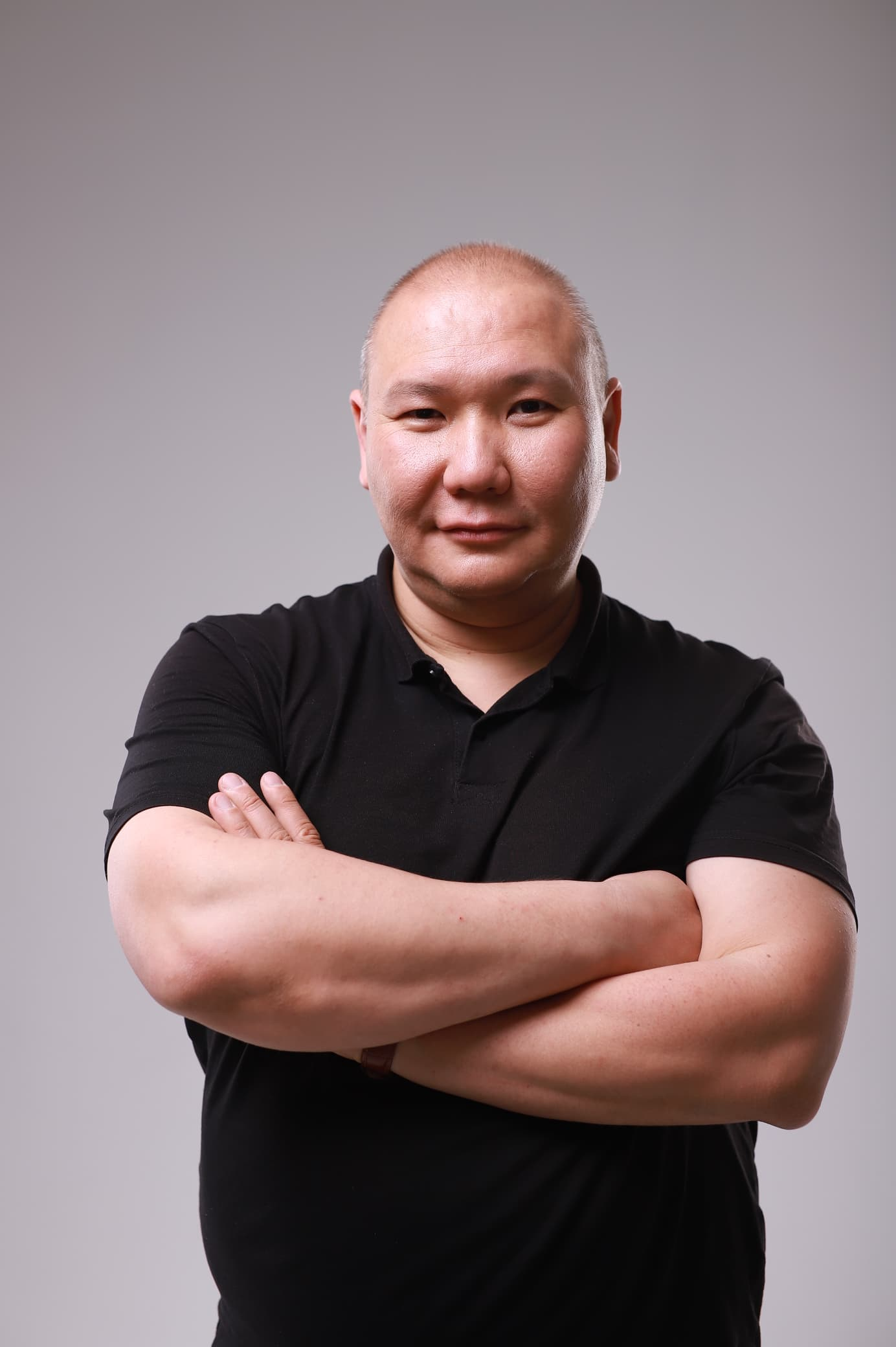

Омурбаев Нур Санташевич является художественным руководителем и главным дирижером Эстрадно-симфонического оркестра Кыргызстана, пропагандирующего музыку как традиционного классического направления, так и музыку современных стилей, обучает молодых музыкантов оркестровому исполнительству и сценическому мастерству в стенах Кыргызской Национальной филармонии им. Токтогула Сатылганова. Основное направление деятельности – освоение лучшей современной классической музыки из кино, мультфильмов, аниме, а также популяризация музыки современных кыргызских композиторов за пределами Кыргызстана.

## Семья
Отец – Омурбаев Санташ, работал в полиграфическом комбинате г. Фрунзе.
Мать – Бегентаева Раиса, певица, много лет посвятила сцене Академического Театра оперы и балета имени Абдыласа Малдыбаева, Заслуженная артистка Кыргызской республики.

## Награды и премии
Май 2002 года - Президентская стипендия «Прелюдия» образовательной программы «Кадры XXI века» за успехи исполнительского мастерства.
Декабрь 2003 года - Президентская стипендия «Алтын шаты» образовательной программы «Кадры XXI века» за успехи исполнительского мастерства.
2013 год - Почетной грамота от Министерства культуры КР.
2014 год - звание "Отличник культуры КР".
2014 год - Почетная грамота Международной организации по культуре и искусству тюркоязычных народов ТЮРКСОЙ (TÜRKSOY).
Декабрь, 2016 год - премия "Жетиген" ("Семь звезд") - дирижер лучшего оркестра года.
2019 год - лауреат международной премии «Выбор года» в номинации «Общественное признание».
31 августа 2021 года – присвоение звания "Заслуженный деятель культуры Кыргызской Республики" за многолетний плодотворный труд, за вклад в развитие культурного, интеллектуального и духовного потенциала республики.
27 сентября 2023 года - Почётный гражданин Иссык- Кульской области

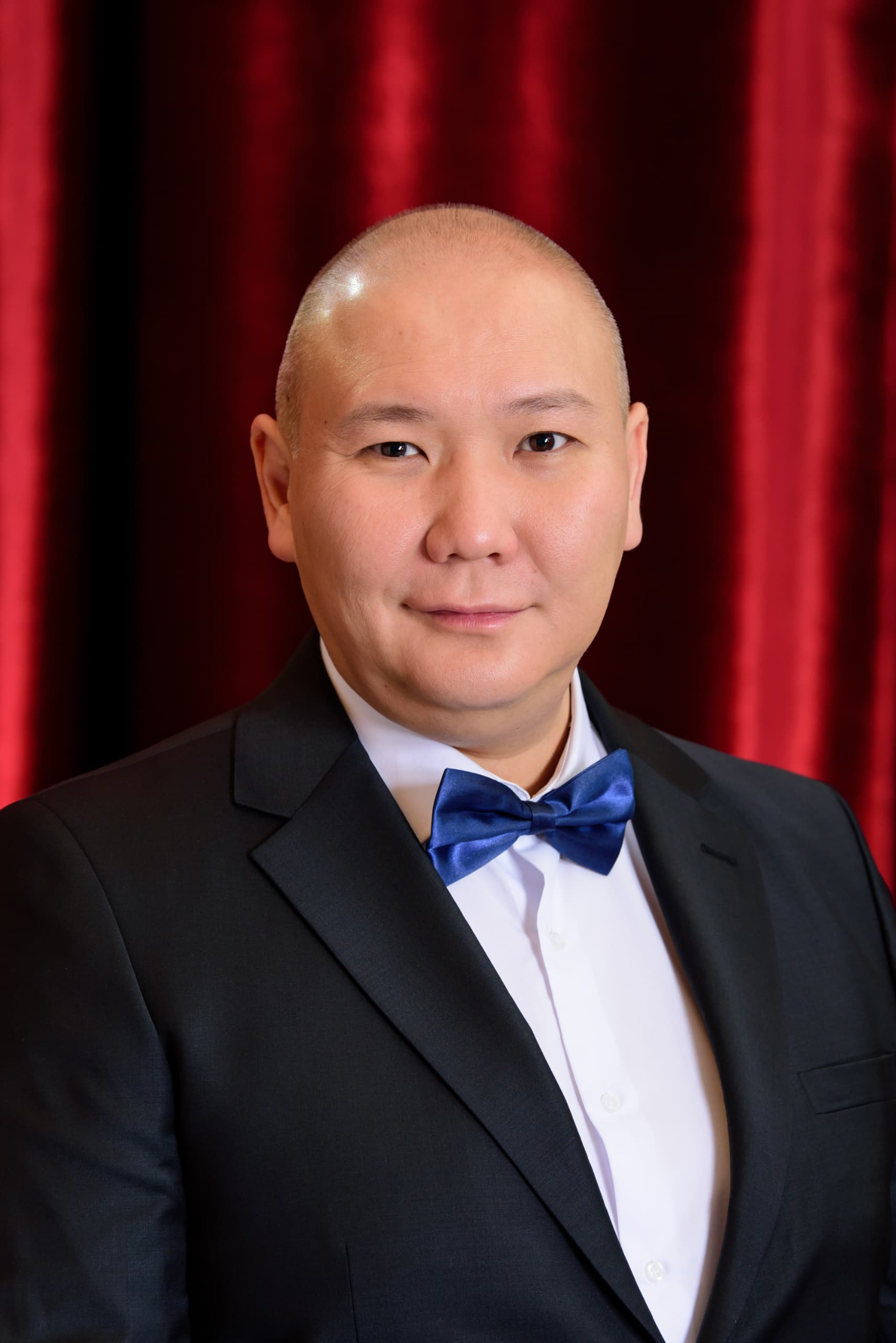

5 сентября 2024 года - присвоено почётное звание Народного артиста Республики Узбекистан.